# Mafana
Mafana is een geslacht van vlinders van de familie spinneruilen (Erebidae), uit de onderfamilie Calpinae.

## Soorten
- M. lajonquierei Viette, 1979
- M. lanjonquierei Viette, 1979
- M. lemairei Viette, 1979